# 갑자원 (비디오 게임 시리즈)
《갑자원》(일본어: 甲子園 고시엔[*])은 마법 주식회사에서 발매되었으며 고교 야구를 테마로 한 야구 게임 시리즈이다.

## 요약
고시엔 참여 고등학교 중에 하나를 선택하고 여름 전국 고등학교 야구 선수권 대회 우승을 목표로 한다. 첫 작품에는 본선 경기만 있었지만 2에서는 예선 대회 (지방 대회)가 생겼다. 플레이어 학교도 49개교에서 3300개교로 늘어났다. 봄 선발 고등학교 야구 대회를 배경으로 하는 몇몇 작품도 있다.
모든 고등학교의 현 이름을 두음전환하여 사용하고있다. (예 : 히로시마 상업 → 시마히로 상업, 오키나와 수산 → 나와오키 수산, 마츠쇼 학원 → 쇼마츠 학원)

## 시리즈 작품
패밀리 컴퓨터
- 갑자원 (1989년 10월 6일, 케이어뮤즈먼트리스 발매)

제70회 전국 고등학교 야구 선수권 대회에 출전한 49개교 중에서 우승을 목표로 한다. 선수 이름은 출전한 고등학교의 전 선수가 실명으로 등록되었기 때문에 나중에 프로가 될 선수도 등장하고있다. 1인 플레이 뿐만 아니라 여러 사람하고도 플레이가 가능하다.
슈퍼 패미컴
- 갑자원 2 (1992년 6월 26일, 케이어뮤즈먼트리스 발매)
- 갑자원 3 (1994년 7월 29일, 마법 주식회사 발매)
- 갑자원 4 (1995년 7월 14일) - 감독의 재임 기간 10년 이내에 고시엔 우승을 목표로 한다.

플레이스테이션
- 갑자원V (1997년 5월 16일, 마법 주식회사 발매)
- '98 갑자원 (1998년 6월 18일) - 투구의 공을 던지는 동작을 편집할 수 있는데 그로 인하여 현실에서는 있을 수 없는 기괴한 투구법들이 생겨났다.
- '99 갑자원 (1999년 6월 17일) - 캐릭터의 데포르메화, 투구의 동작을 편집하는 기능을 없애는 등 시스템이 대폭 변경.

세가 새턴
- 격돌 갑자원 (1997년 8월 1일) - 《갑자원V》 토성판이라고도 말할 수 있는 작품.

게임보이
- 갑자원 포켓 (1999년 3월 12일, 마법 주식회사 발매)

플레이스테이션 2
- 매지컬 스포츠 2000 갑자원 (2000년 8월 10일) - 전국 고등학교 야구 선수권 대회 개최 시기에 발매된 유일한 작품.
- 매지컬 스포츠 2001 갑자원 (2001년 5월 31일, 마법 주식회사 발매)
- 갑자원 감벽의 공 (2002년 2월 14일, 마법 주식회사 발매)

모바일 게임
- 갑자원 (2005년 서비스 개시, 지모드와의 공동 제작)